# 1718
1718 (MDCCXVIII) — невисокосний рік.
Епоха великих географічних відкриттів •  Перша наукова революція •  Глухівський період в історії Гетьманщини

## Геополітична ситуація
Османську імперію очолює Ахмед III (до 1730). Під владою османського султана перебувають Близький Схід та Єгипет, Середземноморське узбережжя Північної Африки, частина Закавказзя, значні території в Європі: Греція, Болгарія і Сербія. Васалами османів є Волощина та Молдова.
Священна Римська імперія — наймогутніша держава Європи. Її територія охоплює, крім німецьких земель, Угорщину з Хорватією, Трансильванію, Богемію, північ Італії. Її імператор — Карл VI Габсбург (до 1740). Король Пруссії — Фрідріх-Вільгельм I (до 1740).
На передові позиції в Європі вийшла Франція, якою править Людовик XV (до 1774). Франція має колонії в Північній Америці та Індії.
Король Іспанії — Філіп V з династії Бурбонів (до 1746). Королівству Іспанія належать південь Італії, Нова Іспанія, Нова Гранада та Віцекоролівство Перу в Америці, Філіппіни. Королем Португалії є Жуан V (до 1750). Португалія має володіння в Бразилії, в Африці, в Індії, в Індійському океані й Індонезії.
Північ Нідерландів займає Республіка Об'єднаних провінцій. Вона має колонії в Північній Америці, Індонезії, на Формозі та на Цейлоні. На британському троні сидить Георг I (до 1727). Британія має колонії в Північній Америці, на Карибах та в Індії. Король Данії та Норвегії — Фредерік IV (до 1730), Карла XII на шведському троні змінила Ульріка Елеонора (до 1720). На Апеннінському півострові незалежні Венеціанська республіка та Папська область. у Речі Посполитій королює Август II Сильний (до 1733). У Росії царює Петро I (до 1725).
Україну розділено по Дніпру між Річчю Посполитою та Московією. Гетьман України  — Іван Скоропадський. Пристановищем козаків є Олешківська Січ. Існує Кримське ханство, якому підвладна Ногайська орда.
В Ірані правлять Сефевіди.
Значними державами Індостану є Імперія Великих Моголів, Імперія Маратха. В Китаї править Династія Цін. У Японії триває період Едо.

## Події

### У світі
- Російський цар Петро I спочатку позбавив сина, царевича Олексія спадщини, а потім організував його вбивство. Мати Олексія Євдокія Лопухіна була звинувачена в подружній зраді й зіслана в монастир.
- Помер правитель (маніконго) Конго Педру IV. Його змінив Мануель II.
- 21 липня укладено Пожаревацький мир — мирну угоду між Австрією та Венецією з одного боку й Османською імперією. Угода завершила Австрійсько-турецьку й Турецько-венеційську війни.
- Засновано Новий Орлеан, Сан-Антоніо.
- Після смерті Карла XII королевою Швеції проголосила себе Ульріка Елеонора.
- Британський флот під командуванням Джорджа Бінга розгромив іспанський у битві біля мису Пассаро.
- Франція оголосила війну Іспанії в результаті розкриття змови Челламаре.
- Велика Британія, Республіка Об'єднаних провінцій, Священна Римська імперія слідом за Францією огоосили війну Іспанії. Почалася Війна четверного альянсу.
- Пірат Чорна борода загинув у бою, членів його команди, що вціліли, страчено.
- Громадянська війна в Швейцарії завершилася укладенням Баденської угоди.
- Джунгари завдали поразки військам Цін у битві на Салуїні.
- У Швеції заарештовано Георга Генріха фон Герца.

### В Україні
- Пожежею знищено бібліотеку Києво-Печерського монастиря.
- Завершено реконструкцію Хотинської фортеці, яка стала одним із найнеприступніших бастіонів тодішньої Центрально-Східної Європи.
- Острогозький та Ізюмський козацькі полки передано до Воронезької губернії.
- В Охтирці засновано першу в Російській імперії тютюнову мануфактуру.

### Наука, культура
- У Комеді-Франсез відбулася прем'єра п'єси Вольтера «Едіп».
- У Російській імперії богослов Стефан Яворський написав Камѣнь веры — полемічний трактат, антипротестантський за характером.
- У нідерландській колонії Суринам почали вирощувати каву.
- Абрахам де Муавр опублікував свою головну працю «The Doctrine of Chances: a method of calculating the probabilities of events in play».
- Запатентовано рушницю Пакла — першу швикострільну вогнепальну зброю.
- Якоб ван Шуппен створив портрет Євгена Савойського.

## Народились
див. також Категорія:Народились 1718
- Микита Іванович Панін — російський державний діяч, граф, дипломат.
- Томас Чіппендейл — британський мебляр доби рококо.
- Анна Леопольдівна — фактична правителька Російської імперії з 9 листопада * 1740 до 25 листопада 1741 року.

## Померли
див. також Категорія:Померли 1718
- Олексій Петрович — царевич, спадкоємець російського престолу. Старший син Петра I і його першої дружини Євдокії Лопухіної. Батько Петра II. Страчений за наказом батька.
- Едвард Тіч на прізвисько «Чорна Борода» — знаменитий британський пірат, що діяв в районі Карибського моря.
- Карл XII — король Швеції.
- Девлет II Ґерай — кримський хан у 1699—1702, 1709—1713 роках, з династії Ґераїв, займав престол між двома правліннями Селіма I Ґерая та Каплана I Ґерая.
- У Лі — китайський художник часів династії Цін, католицький священик, поет.